# Карл Милес
Карл Емил Вилхелм Милес, рођен Андешон (шв. Carl Emil Wilhelm Milles; Книвста, 23. јун 1875. — Лидинге, 19. септембар 1955) био је шведски вајар. Радио је углавном у Европи, а неко време и у Сједињеним Америчким Државама. Познат је по својим фонтанама и споменицима. 

## Одрастање
Карл Милес је био син поручника Емила "Милеа" Андешона и његове супруге Валборг Тисел, која је умрла 1879. године рађајући треће дете. Карл Милес је тада имао старију сестру и млађег брата, а када му се отац поново оженио, деце је било укупно шесторо. Двоје је радило у пољу уметности: Милесова сестра Рут Милес (1873–1941) постала је вајар, а полубрат Еверт Милес (1885–1960) постао је архитекта.
Године 1892. Карл Милес је почео да учи столарски занат. Напустио је школу и похађао вечерње часове у једној техничкој школи у Стокхолму, чији је званични ученик постао три године касније. Године 1897. добио је стипендију у вредности од 200 круна од Шведског столарског удружења и с тим новцем отпутовао у Париз. Тамо је живео неколико година зарађивајући резбарењем декоративних предмета. У Паризу је студирао анатомију на факултету École nationale supérieure des Beaux-Arts где је оставио снажан утисак на француског вајара Огиста Родена. На међународној изложби у Паризу Exposition Universalle 1900, добио је сребрну медаљу. У Паризу је, инспирисан надимком свог оца "Миле" који боље лежи француском језику, он променио своје презиме, тако да више није Карл Андешон, већ Карл Милес.

## Живот и дело
По повратку из Париза отпутовао је у Немачку (Минхен), Холандију и касније Белгију. Године 1902. добио је задатак да исклеше Камени споменик (Sten Sturemonumentet) у Упсали (завршен 1925. године), који је народна маса убрзо запазила, због чега се убраја у једно од Милесових дела која су га пробила у свет великих вајара.
1903. Карл Милес је добио задатак да направи три различита украса за новоотворено Краљевско драмско позориште у Стокхолму. На фасади је исклесао неколико маски за лице, а у фоајеу је направио бисту краља. Заједно са шведским вајаром Готфридом Лашоном направио је постоља за осам спољашњих мермерних стубова и лукове који подупиру лођу, средишњи део фасаде са два путоа који носе грб Шведске. Милес је исклесао и пет женских фигура које се налазе на средини фасаде и које представљају Архитектуру, Поезију, Драматику, Скулптуру и Сликарство.
Године 1904. се доселио у Минхен, где је 1905. године оженио аустријску портретну сликарку Олгу Гранер, с којом се спријатељио у Паризу 1899. године. У својим раним писмима је на не у потпуности течном немачком назива "Mein kleines Hasselnuss" (Мој мали лешник). Нису имали децу.
Од 1920. до 1931. године радио је као професор на Краљевском институту за уметност у Стокхолму. Током овог периода добијао је позиве за изложбе широм Шведске. Након тога излагао је у Либеку и Хамбургу. Године 1927. одржао је самосталну изложбу у Галерији Тејт у Лондону. Године 1929. по први пут је посетио САД. Милес је полако постао међународно признат као вајар и то не само захваљујући Галерији Тејт. Један од разлога што је одлучио да емигрира је тај што се Олги Милес није допадао живот у Шведској.
Пошто га је посао водио у САД Карл Милес се 1931. године преселио са супругом Олгом у Блумфилд Хилс, предграђе Детроита. Амерички држављанин постаје 1945. године. Након двадесет година у Сједињеним Америчким Државама Милес се вратио у Европу. Живели су у Риму, у кући коју му је поклонила Академија уметности Кренбрук. Они су му израдили и атеље који му је, уз кућу, дат на бесплатно коришћење до краја живота.   
Један од његових посљедњих радова била је Аганипина фонтана, израђена 1956. године у Метрополитанском музеју уметности у Њујорку. Последњи рад је фонтана Светог Мартина, група бронзаних скулптура коју је Милес правио у периоду 1950-1955. за Канзас Сити, а која је откривена тек три године након његове смрти. Милес је умро 1955. године и сахрањен је у капели Lilla Skogskapellet заједно са својом супругом Олгом, преминулом 1967. године.     

## Списак скулптура
Поређане су по абецедном реду са годином настанка и местом на којем су изложене. Неке мање скулптуре које се налазе у оквиру других скулптура остаће именоване као цела група. Исто важи и за фонтане. 
- Aganippefontänen, 1955, Метрополитан у Њујорку и Millesgården
- Bågskytten, без Liljevalchs konsthal l и Prins Eugens Waldemarsudde[6] у Стокхолму
- Danserskorna, 1915, Музеј уметности у Гетеборгу[7]
- Delawaremonumentet, 1938, Вилмингтон, САД
- Dianafontänen I, 1927–1928, Стокхолм
- Dianafontänen II, 1929–1930, на имању Skytteholm
- Dödsängeln, 1921, Стокхолм, општина Екере
- Europa och Tjuren, 1926, Велики трг у Халмстаду
- Industrimonumentet, 1926, Стокхолм
- Flöjtspelande ängel, Линдиге и Шевде
- Flygarmonumentet, 1931, Karlaplan у Стокхолму
- Folkungabrunnen, 1927, фонтана од црног гранита, са Folke Filbyter till häst, статуом од бронзе, на Великом тргу у Линћепингу
- Fredsmonumentet eller Indiansk fredsgud, 1936, St. Paul, Минесота, САД
- Genius или Lyrspelande ängel, 1932–1940, Стокхолм
- Gud Fader på Himmelsbågen, или Gud Fader på Regnbågen бронзана скица 1946
- Guds hand, 1954, првобитно исклесана за Ешилструну, налази се и у САД-у, Јапану, Аустралији, Индонезији
- Indian med kanot или Spirit of Transportation, 1954, Детроит, САД и Millesgården
- Johannes Rudbeckius, 1923, Västerås, код цркве Västerås domkyrka и гимназије Rudbeckianska gymnasiet.
- Jona och valfisken, 1932, Eшилструна, Millesgården и Cranbrook Academy of Art у САД-у
- Lilla Tritonen, 1916, Стокхолм
- Musicerande änglar, 1949–50, више градова у САД-у и у Јевлеу, као и у Millesgården
- Människan och Pegasus, 1950, између осталог и у Малмеу
- Lilla Najaden или Najad med snäckor i händerna, 1916, Millesgården и Јевле
- Orfeusfontänen илиOrfeusgruppen, 1926–36, трг Hötorget у Стокхолму
- Poseidon med brunnskar, 1927 & 1930, Гетеборг и једна реплика је у Millesgården
- Sankt Martins fontänen или Sankt Martinsmonumentet, 1950–1955, Канзас Сити, Мисури
- Sjöguden, 1913, Стокхолм
- Skridskoprinsessan, 1948, Millesgården
- Solglitter eller Najad på delfin, 1918, Millesgården и Сулна
- Solsångaren, 1926, Стокхолм
- Sten Sturemonumentet, започета 1902, завршена 1927, Упсала
- Till en annan värld, 2008, на раскрсници Södra Kungsvägen-Lejonvägen у Линдигеу
- Två vildsvin или Vildsvin, 1929, Millesgården
- Gustav Vasa, 1907 och 1925, Нордијски музеј у Стокхолму
- Vingarna, 1908–10, Гетеборг, Упсала, Стокхолм
- Милесове поставке изложене су између осталог и у Народном музеју[8] и Музеју модерне уметности[9] у Стокхолму

## Галерија
- Индијански бог мира
- Глава Индијанца
- Певач Сунцу
- Плесачице
- Посејдон
- Анђели свирачи
- Човек и пегаз
- Божја рука
- Стрелац
- Разиграни медведи
- Аганипина фонтана
- Позоришна маска
- Позоришна маска
- Пути